# Uniwersytet w Katanii
Uniwersytet w Katanii (wł. Università degli Studi di Catania) – państwowa szkoła wyższa z siedzibą w Katanii. Uczelnia ma charakter interdyscyplinarny, dający możliwość podjęcia studiów na dwudziestu wydziałach.
Na rok akademicki 2014/2015 uczelnia liczyła 45 521 studentów. Rektorem uczelni jest prof. Giacomo Pignataro.

## Historia
Uniwersytet w Bari stał się oficjalnie uczelnią w 1434 roku, gdy Alfons V Aragoński ustanowił studium generale. Dopiero 10 lat później, w 1444 roku, Eugeniusz IV podpisał list założycielski uczelni. Szkoła zaczęła funkcjonować 26 lipca 1445 roku.

## Godło
Emblemat uniwersytetu został stworzony w 1925 roku w wyniku zarządzenia Ministerstwa Edukacji w sprawie standaryzacji emblematów, aby wszystkie krajowe uczelnie miały własne godło.
Oficjalne godło uczelni pokazuje w lewej części herb oraz w prawej części symbol miasta Katania, słonia.

## Struktura uniwersytetu
W skład uczelni wchodzi 20 jednostek:
- Dipartimento di agricoltura, alimentazione e ambiente
- Dipartimento di chirurgia generale e specialità medico-chirurgiche
- Dipartimento di economia e impresa
- Dipartimento di fisica e astronomia
- Dipartimento di giurisprudenza
- Dipartimento d'ingegneria civile e architettura
- Dipartimento d'ingegneria elettrica elettronica e informatica
- Dipartimento d'ingegneria industriale
- Dipartimento di matematica e informatica
- Dipartimento di medicina clinica e sperimentale
- Dipartimento di scienze biologiche, geologiche e ambientali
- Dipartimento di scienze biomediche e biotecnologiche
- Dipartimento di scienze chimiche
- Dipartimento di scienze del farmaco
- Dipartimento di scienze della formazione
- Dipartimento di scienze mediche, chirurgiche e tecnologie avanzate "G.F.Ingrassia"
- Dipartimento di scienze politiche e sociali
- Dipartimento di scienze umanistiche
- Struttura didattica speciale di architettura
- Struttura didattica speciale di lingue